# ¥

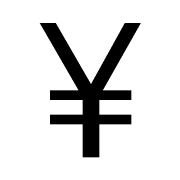
Signo del yuan y del yen.

¥ es un signo monetario usado para simbolizar dos monedas de Asia Oriental: el yuan chino (CNY) y el yen japonés (JPY). Ambas monedas se escribían originalmente con el mismo sinograma (圓) luego reformado en China (元) y Japón (円), pronunciado "üan" en chino y "en" en japonés. El símbolo es como la letra Y mayúscula con dos barras horizontales, aunque en China a veces se escribe con una sola barra.